# Wilton (Maine)
Wilton es un pueblo ubicado en el condado de Franklin en el estado estadounidense de Maine. En el Censo de 2010 tenía una población de 4.116 habitantes y una densidad poblacional de 37,11 personas por km².

## Geografía
Wilton se encuentra ubicado en las coordenadas 44°37′39″N 70°14′56″O / 44.62750, -70.24889. Según la Oficina del Censo de los Estados Unidos, Wilton tiene una superficie total de 110.91 km², de la cual 106.86 km² corresponden a tierra firme y (3.65%) 4.05 km² es agua.

## Demografía
Según el censo de 2010, había 4.116 personas residiendo en Wilton. La densidad de población era de 37,11 hab./km². De los 4.116 habitantes, Wilton estaba compuesto por el 96.33% blancos, el 0.56% eran afroamericanos, el 0.39% eran amerindios, el 0.95% eran asiáticos, el 0.02% eran isleños del Pacífico, el 0.15% eran de otras razas y el 1.6% pertenecían a dos o más razas. Del total de la población el 0.9% eran hispanos o latinos de cualquier raza.